# Zakroczym
Zakroczym – miasto w woj. mazowieckim, w powiecie nowodworskim, siedziba gminy miejsko-wiejskiej Zakroczym. W latach 1975–1998 miasto należało do woj. warszawskiego. Leży na prawym brzegu Wisły.
Był miastem królewskim Korony Królestwa Polskiego. Miasto należało do starostwa zakroczymskiego w 1617 roku. Miejsce obrad sejmików ziemskich ziemi zakroczymskiej od XVI wieku do pierwszej połowy XVIII wieku.
Według danych GUS z 31 grudnia 2021 miasto miało 3159 mieszkańców.

## Położenie
Zakroczym leży na skrzyżowaniu drogi krajowej nr 62 ze Strzelna do Anusina i drogi krajowej nr 7 Gdańsk – Chyżne (Most im. Obrońców Modlina 1939 r.), na prawym brzegu rzeki Wisły poniżej ujścia rzeki Narew na dawnym szlaku handlowym łączącym Wisłą Pomorze z Mazowszem oraz Narwią i Bugiem z Litwą.

## Demografia

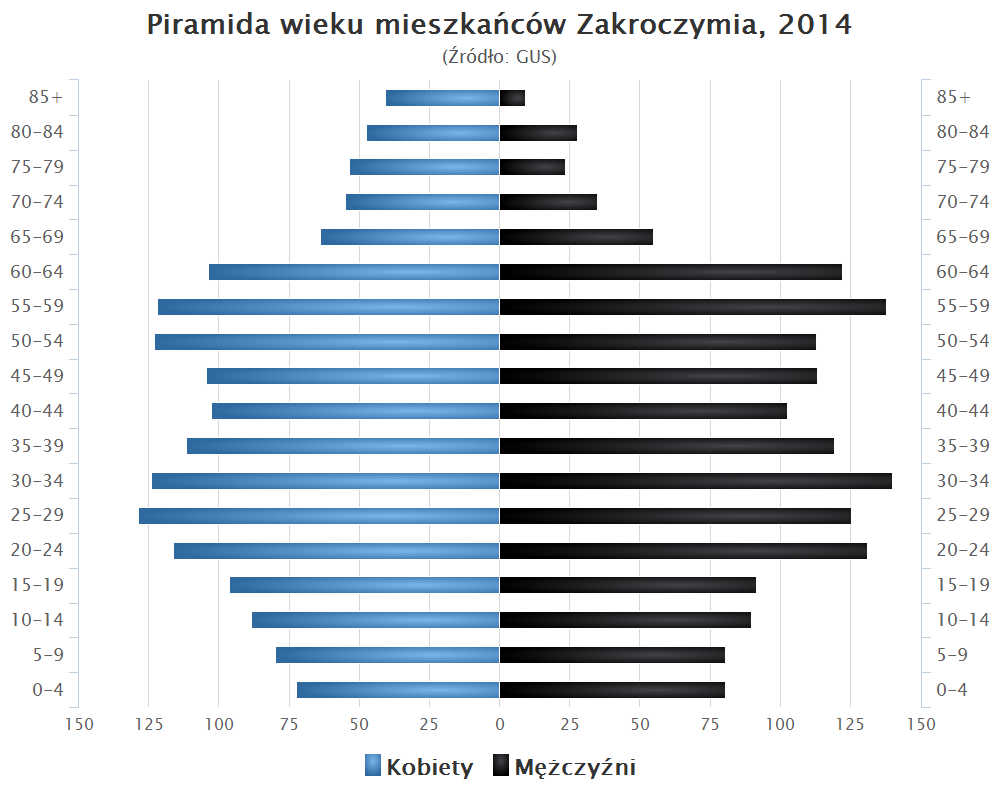
Piramida wieku mieszkańców Zakroczymia w 2014 roku

## Historia

### Nazwa
Nazwa Zakroczym wywodzi się od słowa „zakrot”, czyli przeprawa przez rzekę. Pierwotna lokalizacja miasta była bliżej Wisły i nosiło wówczas nazwę Kroczym lub Kroczyn. Na skutek licznych powodzi nastąpiła relokacja miasta w wyżej położonym miejscu pod nazwą Za-kroczym.
Wzmiankowany w opatrzonym datą 1065 r. falsyfikacie mogileńskim.

### Kalendarium

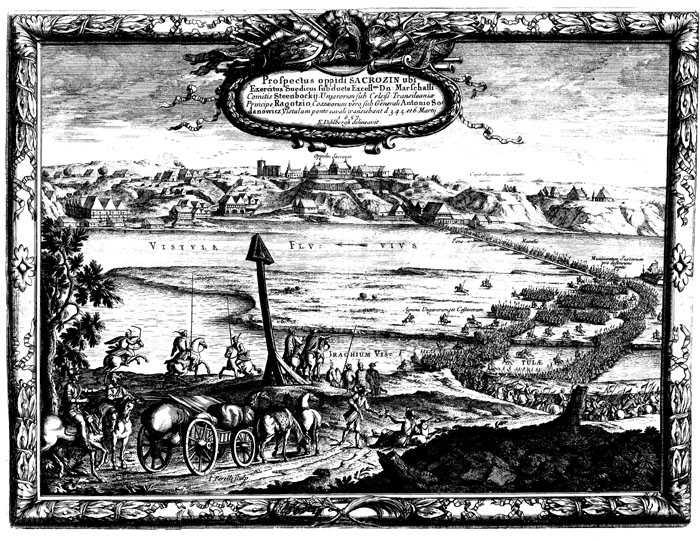
Erik Dahlbergh, Przejście wojsk szwedzkich i siedmiogrodzkich przez Wisłę w Zakroczymiu w czasie potopu szwedzkiego

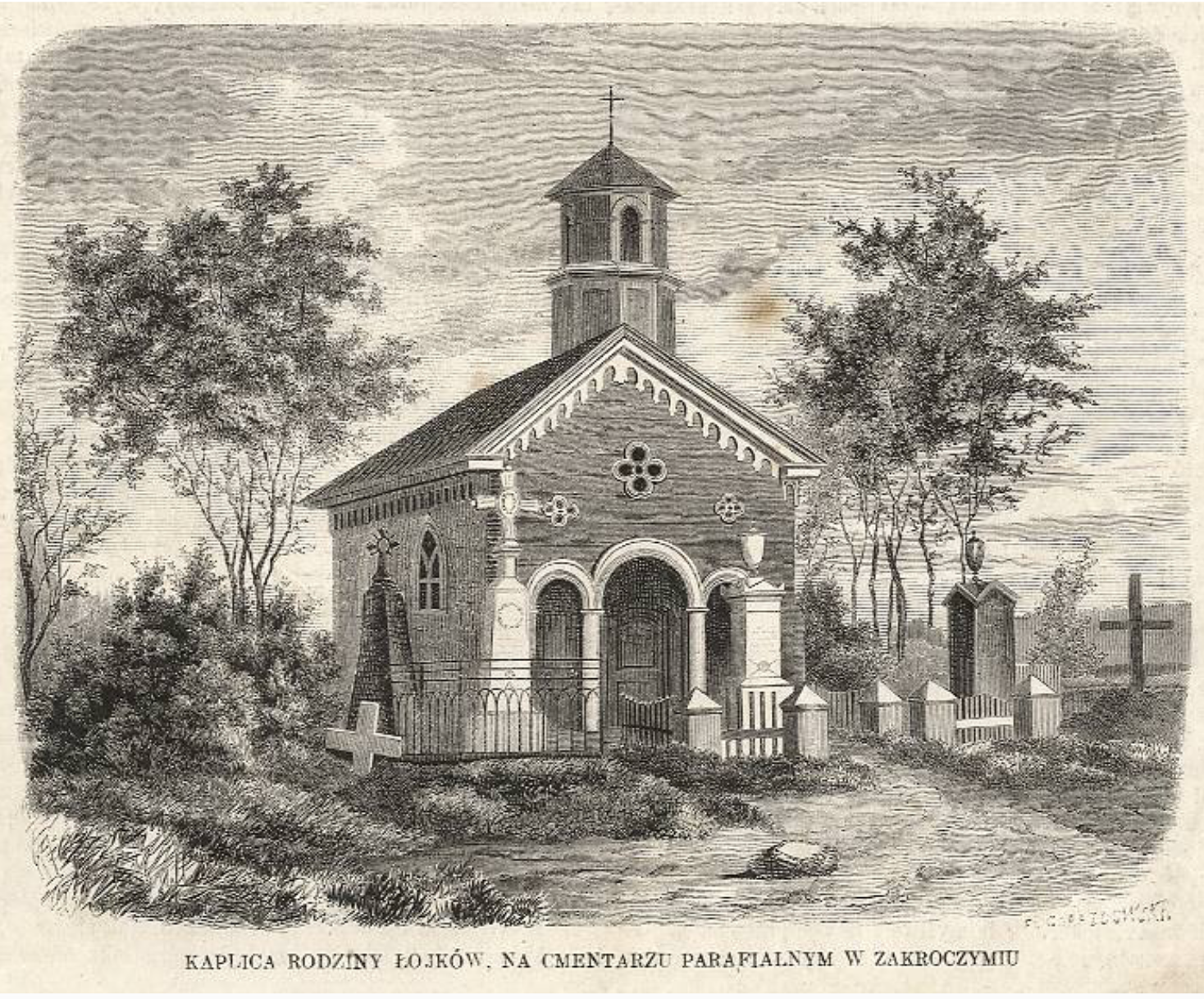
Zabytkowa kaplica rodziny Łojków na cmentarzu parafialnym w Zakroczymiu

- 8 czerwca 1335 – książęta mazowieccy Siemowit II i Trojden I odnowili w Zakroczymiu poprzednio zawarte porozumienie z wielkim mistrzem krzyżackim Dietrichem von Altenburg.
- 1374 – stolica ziemi zakroczymskiej w Księstwie Mazowieckim, potem województwie mazowieckim do 1795; odbywały się w Zakroczymiu zjazdy, tzw. roczki, wymieniany był znajdujący się w nim dwór książęcy, tzw. curia (wzniesiony przed 1422).
- 1422 – oficjalne nadanie praw miejskich chełmińskich przez księcia Janusza I (potwierdzenie istniejącego już stanu rzeczy), potwierdzone w 1488 przez księcia Bolesława IV.
- 1656–1657 – zajęcie miasta przez Szwedów i częściowe jego zniszczenie wraz z zabudowaniami dworu, przy moście powstał szwedzki szaniec.
- 1709 – wojny szwedzkie i zniszczenie miasta przez wojska Karola XII.
- 1757 – sprowadzenie do miasta ojców kapucynów i budowa klasztoru.
- 1793 – zajęcie miasta przez wojska rosyjskie, wielokrotne przemarsze i rekwizycje zubożyły miasto.
- 1795 – w zaborze pruskim – miasto należało do regencji toruńskiej do Prus Nowowschodnich.
- 1806 – miejsce przeprawy wojsk napoleońskich przed bitwą pod Pułtuskiem.
- 1813 – Iwan Paskiewicz kierował z Zakroczymia oblężeniem Modlina.
- 1815–1830 – w granicach Królestwa Polskiego, budowa traktu Zakroczym-Wyszogród[7]
- 1831 – po zajęciu Warszawy przez Rosjan w refektarzu klasztoru odbywały się posiedzenia Rządu i Sejmu z Joachimem Lelewelem.
- 1883–1888 – budowa fortu nr 1 Zakroczym, pierwszego pierścienia fortów twierdzy Modlin.
- 20 sierpnia 1915 – podpisanie kapitulacji przed Niemcami przez rosyjską załogę Twierdzy Modlin i Fortu Zakroczym.
- sierpień 1920 – wysiedlenie z miasta wszystkich mieszkańców narodowości żydowskiej. Wiele mieszkań po wysiedlonych Żydach zostało splądrowanych przez miejscową ludność[8].
- 10–28 września 1939 – obrona Twierdzy Modlin. Zakroczym włączony w pierścień obrony Twierdzy Modlin, obsadzały go początkowo pododdziały 8 DP, a od dnia 15 września 2 Pułk Piechoty 2 DP Legionów, dowodzony przez płk Ludwika Czyżewskiego. Pod rozkazami dow. 2 pp Legionów pozostały pododdziały 8 DP – VI i VII baon marszowy z 32 pp, obronę wzmacniała jeszcze grupa podchorążych w liczbie ok. 200. Obrona miasta była zacięta, odcinek Zakroczym poddał się razem z Twierdzą Modlin, jednak żądni sukcesu Niemcy z dywizji SS Kempf pomimo wywieszenia przez obrońców białych flag wzięli miasto szturmem, obchodząc je od tyłu i boku.
- 28 września 1939 – SS-mani z Dywizji „Kempf” rozstrzelali ok. 600 osób[9], w tym 500 wziętych do niewoli żołnierzy Wojska Polskiego[9].
- 1944 – utworzenie obozu dla ok. 30 000 deportowanych z powstania warszawskiego na terenie fortu.
- 1945 – koniec II wojny światowej, miasto jest zniszczone w 78%.
- 1946 – miasto odznaczone zostaje Złotym Krzyżem Zasługi[10].
- 1978 – w mieście mieszkało 3659 osób, w mieście działały filia spółdzielni Zakroczymianka i cegielnia, gospodarka uspołeczniona zatrudniała 371 osób, działało kino Rusałka (150 miejsc), restauracja Plantatorska, miasto pozbawione było wodociągu i kanalizacji[11]

## Zabytki

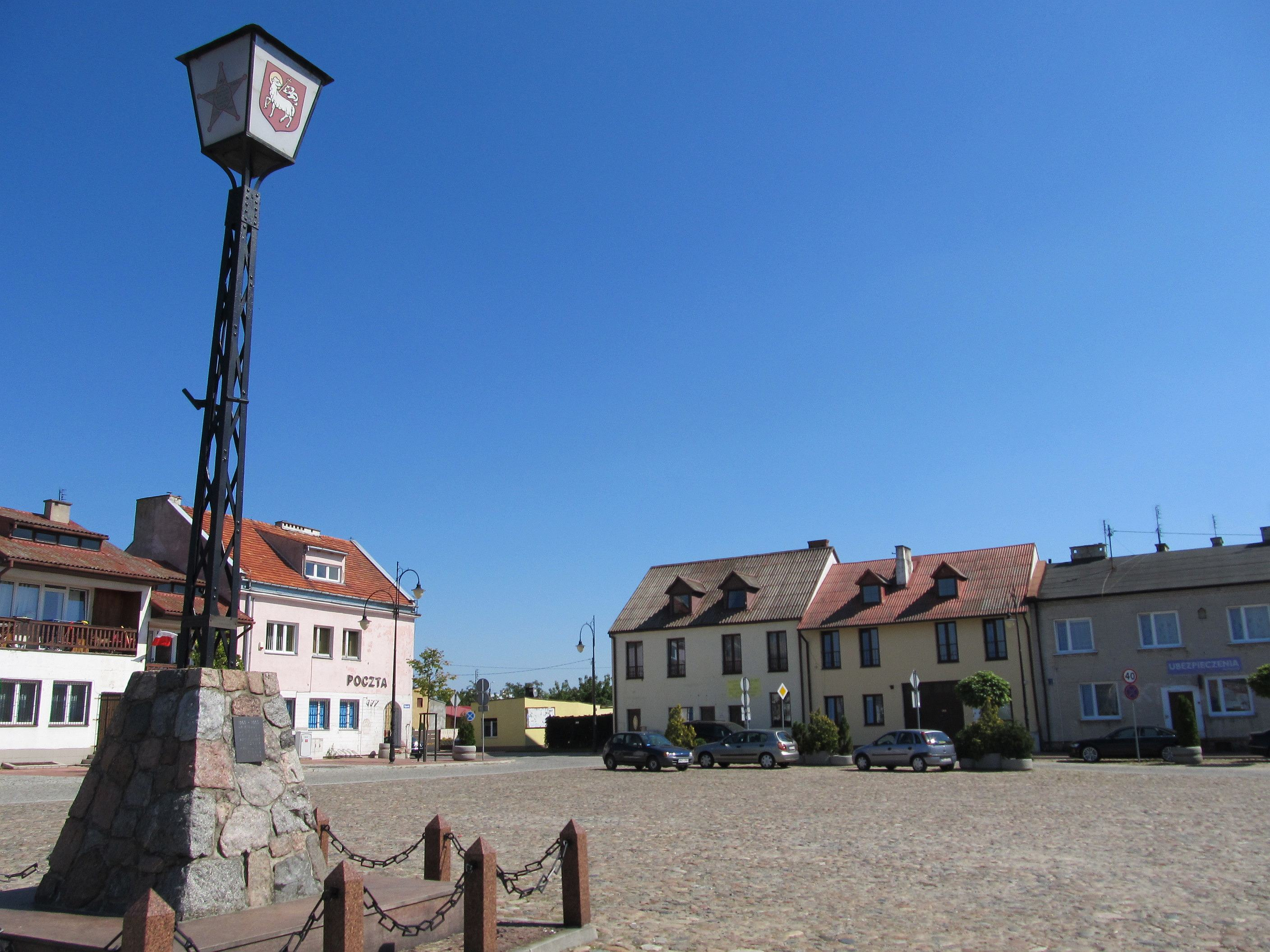
Pomnik Latarnia w Zakroczymiu

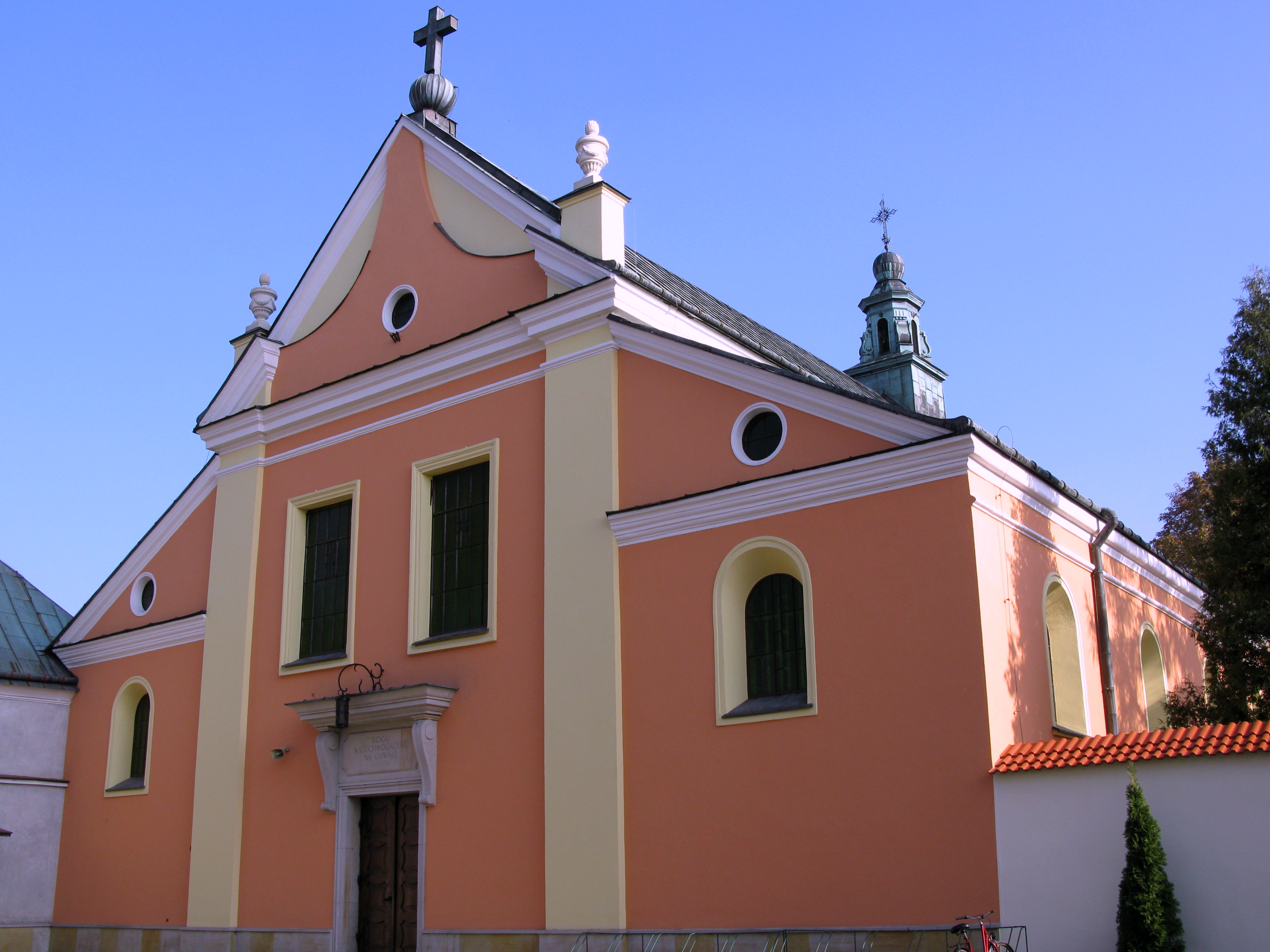
Kościół św. Wawrzyńca przy klasztorze Kapucynów

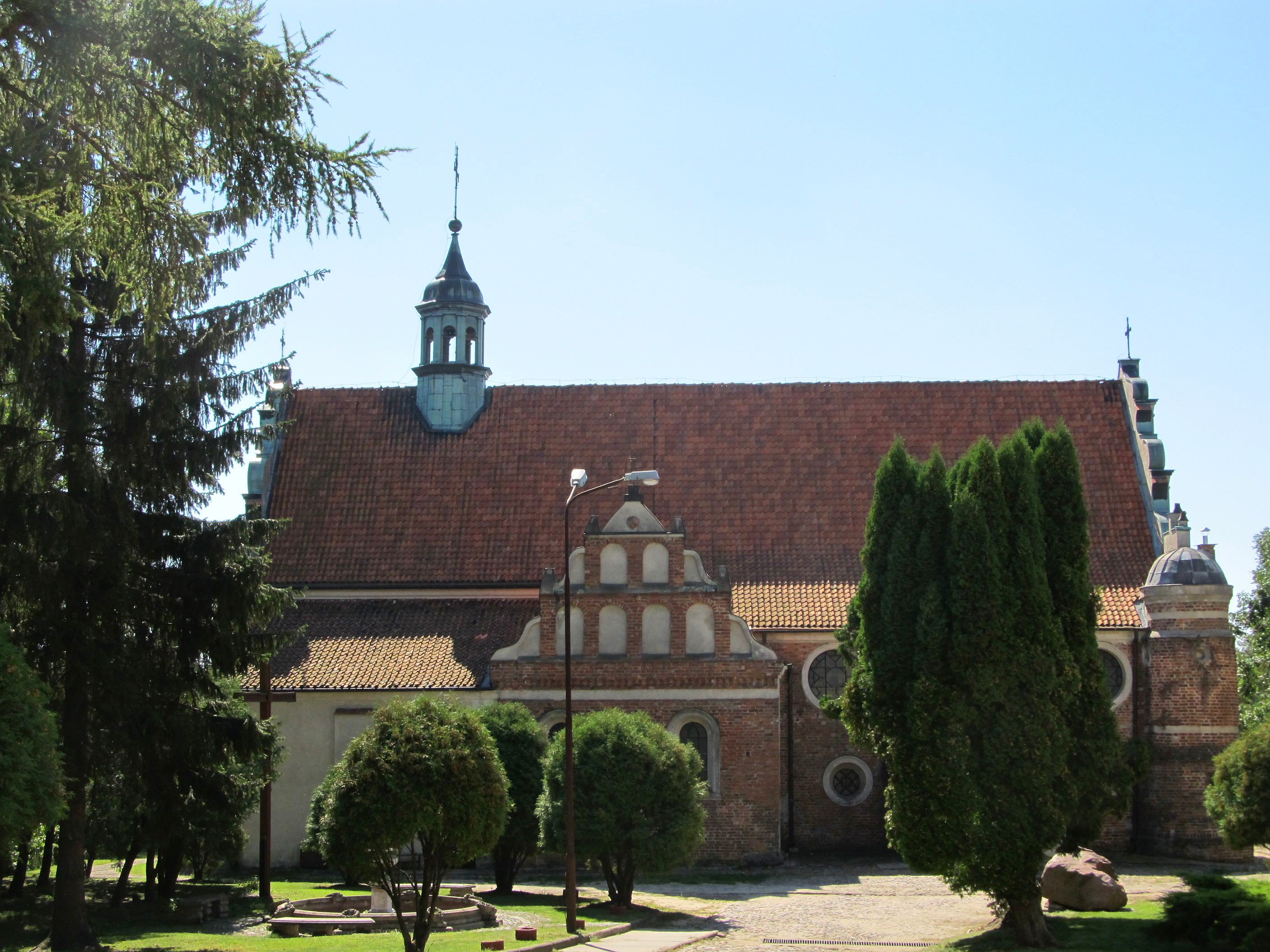
Gotycko-renesansowy kościół parafialny pw. Podwyższenia Krzyża

- kościół parafialny pw. Podwyższenia Krzyża gotycko-renesansowy z XV/XVI w., odbudowany w 1949, w ścianach północnej i południowej wmurowane szwedzkie kule armatnie,
- kościół i klasztor oo. Kapucynów z 1758, barokowy, fundacji Józefa Młockiego,
- „Latarnia” – pomnik ku czci powstańców z 1831 i 1863 oraz poległych w latach 1939–1945,
- „Góra Zamkowa” z budynkiem dworu z XIX w. na piwnicach z wieku XV. W tym miejscu, na terenie zwanym starostwo, znajdują się pozostałości po dworze (kurii) książęcym Piastów mazowieckich. Dwór wzniesiony zapewne 1. ćwierci wieku XV (sprzed 1422). Budynek murowany zwany „lapidea alias kamienica” odbudowany przed 1549 na miejscu pierwotnego, również murowanego z cegieł, rozbudowany został przed 1616. Zabudowania dworu zniszczone zostały w 1657. W 1822 ruiny zostały rozebrane, a materiału użyto na remont kościoła parafialnego. Przed 1828 istniał jeszcze mały, sklepiony budynek, w którym przechowywano księgi grodzkie. Fragmenty zabudowy zamku istniały jeszcze w 2. poł. wieku XIX. Obecnie zachowane trzy murowane piwnice, pod budynkiem z w. XIX, zbudowane z cegły o układzie mieszanym, częściowo polskim oraz blokowym ze sklepieniami kolebkowymi,
- grodzisko „Czubajka” funkcjonujące od XI do XIV w. Położone jest w pn.-wsch. części miasta, na wysokim brzegu Wisły. Gród po raz pierwszy poświadczono w 1065. Siedziba kasztelana Wojciecha wzmiankowanego w 1254. Gród zniszczony i spalony w 2. poł. XIII w., następnie odbudowany. W latach 1345–1370 należał do dzielnicy płockiej Mazowsza. Król Kazimierz Wielki przekazał go w 1355 w czasowy zarząd księciu mazowieckiemu Siemowitowi III. Badania sondażowe prowadzone w 1954 odkryły fragmenty drewnianej zabudowy oraz ułamki ceramiki. Badania powierzchniowe w 1959 ujawniły istnienie podgrodzia przylegającego od wschodu,
- Fort nr 1 Zakroczym z lat (1883–1888).

## Burmistrzowie Zakroczymia
III Rzeczpospolita
- Jan Serwatka (1997-2001)
- Maria Ziółkowska (2001-2002)
- Henryk Ruszczyk (2002-2014)
- Artur Ciecierski (od 2014)